# تربينويد
التربينويدات، والمعروفة أيضًا باسم الأيزوبرنويدات، هي فئة من المواد الكيميائية العضوية الموجودة بشكل طبيعي والمشتقة من مركب 5 كربون الأيزوبرين ومشتقاته التي تسمى التربينات، والديتربينات، وما إلى ذلك. في حين أنها تستخدم أحيانًا بشكل مترادف مع "التربينات"، إلا أن التربينات تحتوي على مجموعات وظيفية إضافية، عادةً لاحتوائها على الأكسجين. عند دمجها مع التربينات الهيدروكربونية، تتكون التربينات من حوالي 80.000 مركب. وهي أكبر فئة من المستقلبات الثانوية النباتية، وتمثل حوالي 60% من المنتجات الطبيعية المعروفة. العديد من التربينويدات لها نشاط حيوي دوائي كبير وبالتالي فهي ذات أهمية للكيميائيين الطبيين.
تُستخدم التربينويدات النباتية لصفاتها العطرية وتلعب دورًا في العلاجات العشبية التقليدية. تساهم التربينويدات في رائحة الأوكالبتوس، ونكهات القرفة، والقرنفل، والزنجبيل، واللون الأصفر في عباد الشمس، واللون الأحمر في الطماطم. تشمل التربينويدات المعروفة السترال والمنثول والكافور وسالفينورين أ في نبات سالفيا ديفينوروم وجينكوليد وبيلوباليد الموجود في الجنكة بيلوبا والكانبينويد الموجود في القنب. البروفيتامين بيتا كاروتين هو مشتق من التربين يسمى كاروتينويد.
يتم إنتاج الستيرويدات والستيرولات الموجودة في الحيوانات بيولوجيًا من سلائف التيربينويد. في بعض الأحيان تتم إضافة التربينويدات إلى البروتينات، على سبيل المثال، لتعزيز ارتباطها بغشاء الخلية؛ يُعرف هذا باسم الأيزوبرينيليشن. تلعب التربينويدات دورًا في الدفاع عن النبات كوقاية ضد مسببات الأمراض وجاذبات للحيوانات المفترسة للحيوانات العاشبة.

## البنية والتصنيف
التربينويدات هي تربينات معدلة، حيث يتم نقل أو إزالة مجموعات الميثيل، أو إضافة ذرات الأكسجين. يستخدم بعض المؤلفين مصطلح "تيربين" على نطاق أوسع، ليشمل التربينويدات. تمامًا مثل التربينات، يمكن تصنيف التربينويدات وفقًا لعدد وحدات الأيزوبرين التي يتكون منها التربين الأصلي:  
| التربينويدات     | التربينات المشابهة | عدد وحدات الأيزوبرين | عدد ذرات الكربون | الصيغة العامة | أمثلة |
| ---------------- | ------------------ | -------------------- | ---------------- | ------------- | --- |
| Hemiterpenoids   | Isoprene           | 1                    | 5                | C5H8          | DMAPP، isopentenyl pyrophosphate، isoprenol، isovaleramide، isovaleric acid، HMBPP، prenol                                                |
| Monoterpenoids   | Monoterpenes       | 2                    | 10               | C10H16        | Bornyl acetate، camphor، carvone، citral، citronellal، citronellol، geraniol، eucalyptol، hinokitiol، iridoids، linalool، menthol، thymol |
| Sesquiterpenoids | Sesquiterpenes     | 3                    | 15               | C15H24        | Farnesol، geosmin، humulone |
| Diterpenoids     | Diterpenes         | 4                    | 20               | C20H32        | Abietic acid، ginkgolides، paclitaxel، retinol، salvinorin A، sclareol، steviol                                                           |
| Sesterterpenoids | Sesterterpenes     | 5                    | 25               | C25H40        | Andrastin A، manoalide |
| Triterpenoids    | Triterpenes        | 6                    | 30               | C30H48        | Amyrin، betulinic acid، limonoids، oleanolic acid، sterols، squalene، ursolic acid                                                        |
| Tetraterpenoids  | Tetraterpenes      | 8                    | 40               | C40H64        | Carotenoids |
| Polyterpenoid    | Polyterpenes       | >8                   | >40              | (C5H8)n       | Gutta-percha، natural rubber |

تربينويدات مختارة
الباكليتاكسيل هو عقاد مضاد للسرطان.
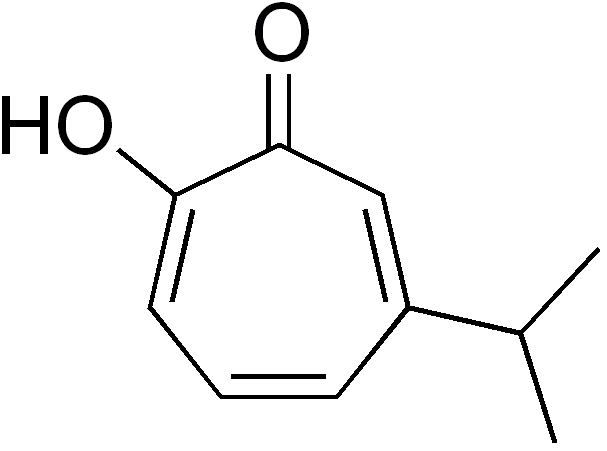